# Cantone di Erstein
Il Cantone di Erstein è una divisione amministrativa dell'arrondissement di Sélestat-Erstein.
A seguito della riforma approvata con decreto del 18 febbraio 2014, che ha avuto attuazione dopo le elezioni dipartimentali del 2015, è passato da 14 a 28 comuni.

## Composizione
I 14 comuni facenti parte prima della riforma del 2014 erano:
- Bolsenheim
- Daubensand
- Erstein
- Gerstheim
- Hindisheim
- Hipsheim
- Ichtratzheim
- Limersheim
- Nordhouse
- Obenheim
- Osthouse
- Schaeffersheim
- Uttenheim
- Westhouse

Dal 2015 i comuni appartenenti al cantone sono i seguenti 28:
- Benfeld
- Bolsenheim
- Boofzheim
- Daubensand
- Diebolsheim
- Erstein
- Friesenheim
- Gerstheim
- Herbsheim
- Hindisheim
- Hipsheim
- Huttenheim
- Ichtratzheim
- Kertzfeld
- Kogenheim
- Limersheim
- Matzenheim
- Nordhouse
- Obenheim
- Osthouse
- Rhinau
- Rossfeld
- Sand
- Schaeffersheim
- Sermersheim
- Uttenheim
- Westhouse
- Witternheim